# Beth Sarim

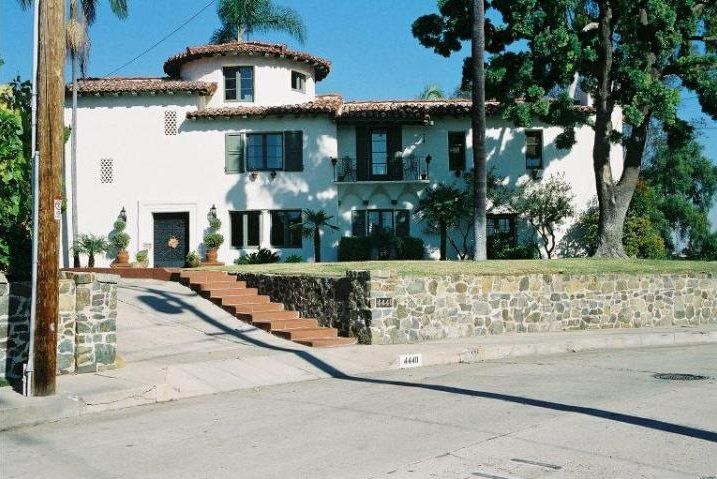
Beth Sarim actualment

Beth Sarim (en hebreu vol dir Casa dels prínceps) era una mansió d'estil espanyol construïda per la Societat Watch Tower l'any 1929 a San Diego (Califòrnia). L'escriptura de propietat fou feta a nom d'Abraham, Isaac, Jacob i altres prínceps de l'Antic Testament. Joseph Rutherford president de la Societat Watch Tower hi va viure fins al dia de la seva mort el 8 de gener de 1942.
Rutherford, demanar ser sepultat a Beth-Sarim, però no li fou concedit el permís per part de les autoritats locals. Malgrat això la Societat iniciar la construcció d'un mausoleu o cripta per Rutherford sota de Beth-Sarim poc avanç de la seva mort, però mai arribà a ser usada.
La casa va ser venuda l'any 1947 a Bruster Gillies.

## Propòsit

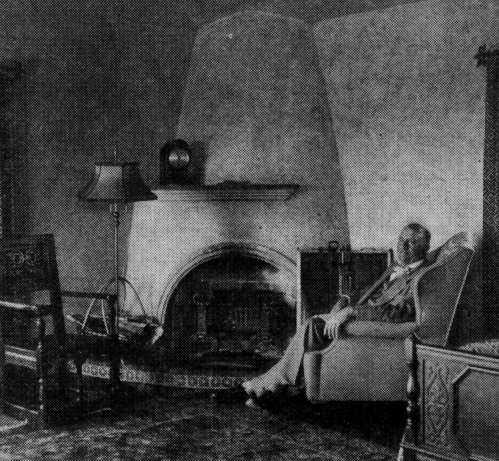
Rutherford a Beth Sarim

En la revista Golden Age del 19 de març de 1930, Rutherford explicà que el propòsit de Beth Sarim restaria per sempre en la disposició dels prínceps de l'Antic Testament. Nou anys després, ell confirmà aquest propòsit en el seu llibre Salvació:
«El propòsit d'adquirir aquesta propietat i la construcció de la casa, és pel fet que hi ha en la terra avui, persones que creuen completament en Déu, en Jesucrist, en el seu regna, i creuen que els homes fidels de l'antiguitat aviat seran ressuscitats pel Senyor, tornaran a la terra, i es faran càrrec dels assumptes visibles d'aquest món. La propietat de Beth Sarim és cedida per la Societat Watch Tower en confiança, per ser utilitzada pel president de la societat i els seus ajudants en el present, i després estarà per sempre a la disposició dels prínceps esmentats a la terra... ni el Senyor ni els prínceps necessiten construir altres cases per ells...la casa referida és construïda com a testimoni al nom de Jehovà per mostrar fe en els seus propòsits anunciats. La casa ha servit com a testimoni per moltes persones a través de la terra,... i quan els prínceps tornin, i alguns d'ells ocupin la propietat, això serà la confirmació de la fe i l'esperança que va induir l'edifici de Beth Sarim.» Llibre:Salvació, ed. 1939, p. 311.
«Aquells homes fidels d'antany podia esperar que tornessin d'entre els morts en qualsevol dia a partir de llavors. .. Amb aquesta expectativa la casa a San Diego, Califòrnia, una casa que ha rebut molta publicitat amb mala intenció de l'enemic religiós, va ser edificada el 1930, i anomenada Beth-Sarim, que vol dir, "Casa dels Prínceps". Ara es manté en custòdia perquè l'ocupin aquells prínceps a la seva tornada.» Llibre:El Nou Món, ed. 1942, p.104
«...és d'esperar que aquests fidels homes de l'antiguitat vinguin de la tomba d'un moment a un altre. Les Escriptures donen fundada raó per creure que això passarà poc abans que comenci l'Harmagedon. A l'espera d'aquest esdeveniment, a San Diego, Califòrnia (Estats Units) es va construir una casa l'any 1939, i se li va donar el nom de 'Beth-Sarim', que significa 'Casa dels Prínceps'. […] Actualment el títol d'aquesta casa està en fideïcomís perquè l'ocupin els prínceps quan tornin.» (El Nou Món, 1942. P.106, 107)
Els llibres Salvació i El Nou món foren llibres escrits per Rutherford i editats per la WatchTower.

## Vegeu
- Prediccions dels Testimonis de Jehovà
- Joseph Rutherford
- Milions que ara viuen no moriran mai, llibre editat per Joseph Rutherford l'any 1920.